# Bettie Ballhaus
Bettie Ballhaus (8 de febrero de 1978 en Brandeburgo, Fráncfort del Oder, Alemania Oriental) es el pseudónimo de Bettina Guderle, una modelo erótica alemana y descubridora de talento dentro del modelaje erótico en Europa Oriental.

## Biografía
Bettie creció en Alemania Oriental y empezó trabajar en el modelaje en 1996 para un catálogo de ropa interior, posteriormente trabajo como stripper y de allí paso a la industria porno alemana pero se desilusionó rápidamente de la mala calidad en la producción que se manejaba en ese entonces en el lado oriental de Alemania. En 2000, abrió su propio sitio web y por los siguientes cuatro años realizaría sesiones fotográficas softcore y de modelado erótico de ella misma al más puro estilo Playboy y fue responsable del descubrimiento talentos tales como Nadine Jansen, Ines Cudna, Ewa Sonnet entre otras muchas chicas de la categoría Big boobs del bloque europeo oriental.
Bettie apareció en sólo unos pocos sitios, principalmente en Scoreland como Bettina y en el sitio de la super estrella porno norteamericana Danni Ashe, pero llegó a ser bien conocido sin ser sobre explotada su imagen. El 29 de febrero de 2004, Bettie se retiró del modelaje y no hay mucha información acerca de a que se dedica hasta estos días, con excepción de su sitio web.

## Filmografía
- Danni's Busty Naturals.
- Danni's International Beauties.
- Virtual Lap Dancers.
- Villa der Versuchung.